# Скрелина, Луиза Михайловна
Луиза Михайловна Скрелина (14 июля 1930, Люберцы — 4 сентября 2004, Санкт-Петербург) — советский, российский филолог; доктор филологических наук, профессор; специалист в области истории и теории французского языка.

## Биография
Родилась в семье кадрового военного. В период Великой Отечественной войны находилась в эвакуации в Горьковской области, где окончила среднюю и музыкальную школы. Окончила факультет французского языка Горьковского педагогического института иностранных языков.
В 1955 г. окончила аспирантуру Ленинградского педагогического института им. А. И. Герцена, после чего работала на кафедре французской филологии Горьковского педагогического института иностранных языков. С 1963 г. — заведующая кафедрой истории и грамматики французского языка, затем одновременно декан факультета французского языка Минского педагогического института иностранных языков.
В 1974—1997 гг. заведовала кафедрой романской филологии факультета иностранных языков Ленинградского государственного педагогического института имени А.И. Герцена, ныне Российского государственного педагогического университета им. А. И. Герцена, затем работала профессором кафедры романской филологии факультета иностранных языков этого же университета.
Похоронена на Волковском православном кладбище Санкт-Петербурга.

## Научная деятельность
В 1956 г. защитила кандидатскую диссертацию «Из истории указательных местоимений французского языка (Выражение категории лица указательными местоимениями на материале памятников IX-XVII вв.). Научный руководитель - проф. М.А. Бородина.
В 1971 г. защитила докторскую диссертацию «Изменение валентных свойств фундаментальных глаголов французского языка (Развитие структуры словосочетания и предложения).
Основные направления исследований: история и грамматика французского языка, общее и романское языкознание, психосистематика.
В первые десятилетия своей научной деятельности Л.М. Скрелину больше всего интересовали, с одной стороны, проблемы истории французского языка, а, с другой, задачи и методы прикладной лингвистики. Новые взгляды молодого ученого нашли свое выражение в ряде работ по истории французского языка (например: Notions sur l’histoire de la langue française. – Минск, 1965), где Л.М. Скрелина впервые представила историю французского языка как эволюцию системы, развивающейся под влиянием внутренних тенденций, или законов, среди которых одним из главных признается стремление к языковой экономии. Дальнейшая разработка структурно-функциональной методики анализа в диахронии завершается созданием стройной и оригинальной концепции истории французского языка (История французского языка. М., 1972).
Одновременно со структурно-функциональным подходом к пониманию причин языковой эволюции, Л.М. Скрелина начинает использовать идеи и методы психосистематики. Впервые обратившись к трудам Г. Гийома в 60-х годах XX в., Л.М. Скрелина уже в своей докторской диссертации объединяет структурно-функциональный и семантико-системный методы исследования.
Л.М. Скрелина разработала и применила в исследованиях по истории и теории французского языка новые методики структурно-функционального и векторного анализа; создала грамматику актуализации, с помощью которой можно проследить порождение языковой единицы и объяснить её различные реализации в речи.
Л.М. Скрелина разработала и ввела в научный обиход и практику лингвистических исследований новые теоретические понятия: оперативное время фразы, или дискурсивное время,  концептуальная схема предложения, горизонтальный и вертикальный контекст, и др.
Л.М. Скрелина создала научную школу в области романского языкознания, органично объединяющую два теоретических подхода к изучению языка и речи - функциональный и психосистематический.
Более 30 лет (1973-2004 гг.) руководила международным семинаром «Человек и его язык», который сыграл большую роль в профессиональном становлении целого поколения романистов.
Международные конференции проводятся по традиции, установленной Л.М. Скрелиной, каждые 2 года в разных городах России: Санкт-Петербург, 2005; Ярославль, 2007; Москва, 2009; Нижний Новгород, 2011; Санкт-Петербург, 2013; Москва, 2015; Москва, 2017; Петрозаводск, 2019.
Подготовила 15 докторов и 56 кандидатов наук.
Автор более 200 научных работ, изданных в России и за рубежом, в том числе более 30 учебников и учебных пособий.
Оценка научной деятельности представлена:
Общее и романское языкознание в трудах проф. Л.М. Скрелиной. Аннотированная библиография. – Архангельск, 1994;
М. Туссен. Предисловие к кн.: Гийом Г. Принципы теоретической лингвистики. Пер. с франц. под ред. Л.М. Скрелиной. - М., 1992;
Сборник научных трудов памяти Л.М. Скрелиной. – Архангельск-СПб., 2005;
Психосистематика в России и за рубежом (памяти Л.М. Скрелиной). Материалы межд. конференции. - СПб., РГПУ, 2005. - ISBN 5-8064-0940-6
Подробная биография и оценка научного наследия представлена во Введении к книге: Скрелина Л.М. Лингвистика XX в.: школа Г. Гийома. - М.: Высшая школа, 2009. - ISBN 978-5-06-005436-1
Биография Л.М. Скрелиной, библиография трудов Л.М. Скрелиной см.: Romanica Petropolitana II / Отв. ред. А. Б. Черняк. - Санкт-Петербург: «Нестор-История», 2012. - C.3-34. - ISBN 978-5-905987-34-2

### Избранные труды
- Бородина М. А., Скрелина Л. М. Практикум по истории французского языка : [Для пед. ин-тов по спец. № 2103 «Иностр. языки»]. — М.: Просвещение, 1985. — 104 с. — 5200 экз.
- Скрелина Л.М. Notions sur l`histoire de la langue française. Конспект курса истории французского языка (на франц.яз.). Ч. 1. - Минск: Мн. ГПИИЯ, 1965. - 117 с.
- Скрелина Л.М. История французского языка для институтов и факультетов иностранных языков (на франц.яз). - М.: Высшая школа, 1972. – 310 с.
- Скрелина Л.М. Некоторые вопросы развития языка (Проблемы и методы диахронического исследования). – Минск: БГУ, 1973. - 143 с.
- Скрелина Л.М. 0черки исторического синтаксиса французского языка. Развитие структуры предложения в связи с изменением валентных свойств фундаментальных глаголов. Учебное пособие.– Минск: Минский ГПИИЯ, 1973. - 362 с.
- Скрелина Л. М. Грамматическая синонимия : Учеб. пособие к спецкурсу. — Л.: ЛГПИ, 1987. — 84 с. — 600 экз.
- Скрелина Л. М. Лекции по теоретической грамматике французского языка. — СПб.: Златоуст, 1997. — Т. 1, 2. — 95 + 95 с. — ISBN 5-86547-051-5.
  - . — СПб.: Изд-во РГПУ им. А.И. Герцена, 1999. — 300 экз. — ISBN 5-8064-0164-2.
- Скрелина Л. М. Систематика языка и речевой деятельности : Лекция. — Л.: ЛГПИ, 1980. — 39 с. — 1000 экз.
  - . — Л.: ЛГПИ, 1981. — 39 с. — 1000 экз.
- Скрелина Л. М. Хрестоматия по истории французского языка : [Для пед. ин-тов по спец. 2103 «Иностр. яз.»]. — М.: Высш. школа, 1981. — 279 с. — 9000 экз.
- Скрелина Л. М. Хрестоматия по теоретической грамматике французского языка : [Учеб. пособие для пед. ин-тов по спец. 2103 «Иностр. яз.»]. — Л.: Просвещение, 1980. — 206 с. — 12 000 экз.
- Скрелина Л. М., Костюшкина Г. М., Игнатьева Т. Г. Систематика языка и речевой деятельности (школа Гийома) : Учеб. пособие по теорет. грамматике для самостоят. работы студентов (на материале фр. яз.). — Красноярск: КГПИ, 1989. — 120 с. — 300 экз.
- Скрелина Л. М., Кузнецова Т. Я. Очерки по исторической стилистике французского языка. — СПб. ; Архангельск: Изд-во Помор. междунар. пед. ун-та, 1995. — 207 с. — 500 экз. — ISBN 5-88086-055-X.
- Скрелина Л. М., Кузьменко О. Н. Словарь старофранцузского языка : Учеб. пособие к курсу истории фр. яз. — СПб.: Златоуст, 1997. — 113 с.
- Скрелина Л. М., Становая Л. А. История французского языка : Учеб. для вузов по направлениям подгот. бакалавров и магистров «Филология», «Лингвистика», направлению подгот. дипломир. специалистов «Иностр. яз.» и спец. «Филология». — М.: Высш. шк., 2001. — 463 с. — 5000 экз. — ISBN 5-06-003938-2.
  - . — 2-е изд., испр. и доп. — М.: Высш. шк., 2005. — 463 с. — 3000 экз. — ISBN 5-06-003938-2.
  - - 3-е изд., испр. и доп. - М.: Юрайт, 2013-2019. - ISBN 978-5-9916-2914-0
  - Скрелина Л. М. Школа Гийома: психосистематика : учебное пособие для студентов, обучающихся по направлению 540300 «Филологическое образование». — М.: Высшая школа, 2009. — 366 с. — 1500 экз. — ISBN 978-5-06-005436-1.
  - Скрелина Л.М., Становая Л.А. Теоретическая грамматика французского языка. - СПб.: РГПУ им. А.И. Герцена, 2012. - 386 с. - ISBN 978-5-8064-1757-3

## Награды и признание
- почётный профессор РГПУ им. А. И. Герцена
- Заслуженный работник высшей школы Российской Федерации (1999)[4].